# Dyson Daniels
Dyson James Daniels (Bendigo, 17 de março de 2003) é um jogador australiano de basquete profissional que atualmente joga no Atlanta Hawks da National Basketball Association (NBA).
Ele foi selecionado pelos Hawks como a oitava escolha geral no draft da NBA de 2022.

## Início da vida e carreira
Daniels nasceu em Bendigo, Vitória, e começou a jogar basquete aos sete anos. Ele estudou no Bendigo South East College.
Daniels assinou com o Bendigo Braves, antigo time de seu pai, da NBL1 para a temporada de 2019. Mais tarde naquele ano, Daniels se juntou à NBA Global Academy, um centro de treinamento no Australian Institute of Sport em Canberra. Ele ajudou Vitória a ganhar uma medalha de prata no Campeonato Australiano Sub-20 de 2021. Junto com o basquete, Daniels foi um talentoso jogador de futebol australiano em seus anos mais jovens e representou seu estado natal em vários campeonatos nacionais antes de desistir do esporte para se concentrar exclusivamente no basquete.

## Carreira profissional

### NBA G League Ignite (2021–2022)
Em 21 de junho de 2021, Daniels assinou com o NBA G League Ignite, uma equipe de desenvolvimento afiliada à G-League. Ele recusou ofertas de vários programas universitários e do programa Next Stars da National Basketball League. Daniels competiu no Rising Stars Challenge no All-Star Game de 2022 e ajudou seu time a ganhar o título. Em 26 jogos na G-League, ele teve médias de 12 pontos, 7,1 rebotes, 5,1 assistências e dois roubos de bola. Em 16 de abril de 2022, Daniels se declarou para o draft da NBA de 2022.

### New Orleans Pelicans (2022–2024)
Daniels foi selecionado pelo New Orleans Pelicans como a oitava escolha geral no draft da NBA de 2022. Daniels sofreu uma torção no tornozelo direito no segundo quarto na abertura da Summer League contra o Portland Trail Blazers, forçando Daniels a ser descartado pelo resto do torneio. Em 9 de julho de 2022, Daniels assinou um contrato de 4 anos e US$25 milhões com os Pelicans.

### Atlanta Hawks (2024–Presente)
Em 6 de julho de 2024, Daniels, junto com E. J. Liddell, Larry Nance Jr. e Cody Zeller, uma escolha de primeira rodada de 2025 e uma escolha de primeira rodada de 2027, foi negociado com o Atlanta Hawks em troca de Dejounte Murray.
Em 8 de novembro, Daniels conseguiu sete roubos de bola, o recorde de sua carreira, em uma derrota por 122-121 para o Detroit Pistons. Em 15 de novembro, Daniels se tornou o primeiro jogador desde Michael Jordan na temporada de 1989-90 a registrar mais de 15 pontos e mais de cinco roubos de bola em quatro jogos consecutivos da NBA e o primeiro jogador desde Alvin Robertson a registrar mais de 6 roubos de bola em quatro jogos consecutivos da NBA.

## Carreira na seleção
Em 20 de fevereiro de 2021, Daniels, com 17 anos, fez sua estreia pela Seleção Australiana na qualificação para o Campeonato Asiático. Ele registrou 23 pontos, seis roubos de bola e quatro assistências em uma vitória de 81-52 sobre a Nova Zelândia. Ele ajudou a Austrália a vencer a França em um jogo de preparação para os Jogos Olímpicos de 2024, marcando uma bandeja reversa no estouro do cronômetro para vencer o jogo.

## Estatísticas da carreira

### NBA

#### Temporada regular
| Ano      | Equipe      | PJ  | PT | MPJ  | AP   | 3P   | LL   | RT  | AS  | BR  | TO | PPJ |
| -------- | ----------- | --- | -- | ---- | ---- | ---- | ---- | --- | --- | --- | -- | --- |
| 2022–23  | New Orleans | 59  | 11 | 17.7 | .418 | .314 | .650 | 3.2 | 2.3 | .7  | .2 | 3.8 |
| 2023–24  | New Orleans | 61  | 16 | 22.3 | .447 | .311 | .642 | 3.9 | 2.7 | 1.4 | .4 | 5.8 |
| Carreira | Carreira    | 120 | 27 | 20.0 | .432 | .312 | .646 | 3.5 | 2.5 | 1.0 | .3 | 4.8 |

#### Play-In
| Ano  | Equipe      | PJ | PT | MPJ | AP   | 3P   | LL | RT  | AS | BR | TO | PPJ |
| ---- | ----------- | -- | -- | --- | ---- | ---- | -- | --- | -- | -- | -- | --- |
| 2024 | New Orleans | 2  | 0  | 6.1 | .000 | .000 | —  | 2.5 | .0 | .0 | .0 | .0  |

#### Playoffs
| Ano  | Equipe      | PJ | PT | MPJ | AP   | 3P   | LL | RT | AS | BR | TO | PPJ |
| ---- | ----------- | -- | -- | --- | ---- | ---- | -- | -- | -- | -- | -- | --- |
| 2024 | New Orleans | 3  | 0  | 5.7 | .333 | .000 | —  | .7 | .0 | .7 | .0 | 1.3 |

## Prêmios e homenagens
NBA
- NBA Most Improved Player: 2025[19]
- NBA All-Defensive Team:
  - Primeiro Time: 2025[20]
- Líder em roubos de bola: 2025[21]

## Vida pessoal
O pai de Daniels, Ricky Daniels, é dos Estados Unidos e jogou basquete universitário na Universidade Estadual da Carolina do Norte antes de embarcar em uma carreira profissional. Ele foi duas vezes MVP da South East Australian Basketball League com o Bendigo Braves, e seu número foi aposentado pelo time. O irmão mais velho de Daniels, Kai, joga basquete universitário na Regis University. Seu irmão mais novo, Dash, é um futuro jogador da NBL com o Melbourne United.